# Extremismus
Extremismus je obecně směr požadující krajní, radikální opatření; v politice a náboženství je to směr požadující změny, které většina považuje za nepřijatelné. Extremisté se zpravidla vymezují proti stávajícímu systému a volají po jeho zásadní reformě, případně rovnou svržení. Psychologicky k extremismu tíhnou lidé vykazující čtyři vlastnosti: 1) psychologickou tíseň a úzkostnou nejistotu, 2) černobílé, zjednodušené vnímání světa, 3) přehnanou sebedůvěru a 4) netoleranci.
Extremismus není otázkou jen samotné ideologie; například nacionalismus může být jak umírněný (vlastenectví), tak extrémní (šovinismus). Jde tedy spíše o to, jaké důsledky se z dané ideologie odvozují. Navíc záleží na kontextu: názor, který se v jedné zemi a době považuje za extrémistický, může být jindy a jinde většinový. Pojem extremismus tedy nemá v zásadě žádný konkrétní ideologický obsah a neříká nic o tom, čeho chce subjekt dosáhnout, jak, ani proč, jeho podstatou je pouze radikální a bezohledné prosazování nějakého cíle, ať je jakýkoli. 
Při obecném užití nabývá termín extremista často pejorativního nádechu – bývají jím označovány nejen velmi závažné jevy, ale i takové odchylky od středního proudu, jejichž nebezpečnost pro společnost je sporná nebo mizivá. Označené skupiny, jednání nebo ideologie jsou tak delegitimizovány. 

## Souvislosti a dělení
Do souvislosti s extremismem bývají dávány například radikalismus, fanatismus, fundamentalismus, terorismus, některé většinovou společností nesdílené formy nacionalismu, fašismu, xenofobie a rasismu, nátlakové akce environmentálních či ekologistických aktivistů (tzv. ekoterorismus), LGBT atd.
Extremismus bývá dělen například na politický, náboženský, ekologický a národnostní.
Politický extremismus bývá někdy dělen na pravicový a levicový, přičemž o zařazení konkrétnějších hnutí do těchto skupin nepanuje úplná shoda. Obecně bývají některé marxisticko-leninské skupiny a ideologie řazeny k levicovému extremismu, neonacisté a další rasistická hnutí zpravidla k pravicovému extremismu. Anarchismus bývá řazen k levicovému extremismu.
Jiří Pehe o některých projevech pravicového extremismu napsal, že jsou „nedemokratickou obrannou reakcí proti změnám, které přesahují absorpční schopnosti společnosti.“

## Zprávy Ministerstva vnitra ČR
Ministerstvo vnitra ČR extremismus jakožto bezpečnostní riziko systematicky sleduje a vyhodnocuje a nejméně od roku 1997 vydává o stavu extremismu každoroční zprávy.
Dne 22. listopadu 2006 se na základě rozsudku Městského soudu v Praze ze dne 27. září 2005, potvrzeného rozsudkem Vrchního soudu v Praze ze dne 27. září 2006, omluvilo Nezávislému sociálně ekologickému hnutí (Nesehnutí) za neoprávněné uvedení ve Zprávě o problematice extremismu na území České republiky v roce 1999.

## Spor na Filozofické fakultě Univerzity Karlovy
K významnému sporu o přístup k extremismu a akademické svobodě došlo na půdě Filozofické fakulty Univerzity Karlovy. Děkan fakulty Petr Kolář 25. dubna 2001 zrušil probíhající seminář Typologie politického extremismu, který vedl v Ústavu politologie FF UK politolog Zdeněk Zbořil, a Zbořila i jeho nadřízeného finančně postihl. Na seminářích na základě pozvání vystupovali například Filip Vávra, sekretář Národně sociálního bloku a bývalý neformální šéf skupiny Národní odpor Praha, jemuž článek v Lidových novinách přičítá účast na útocích na synagogu (hajlování před synagogou) i na gay klub (téže diskuse se podle Práva na pozvání současně účastnil i anarchista Jakub Polák a dva policisté z protiextremistického oddělení policejního prezídia), jindy Jan Skácel, představitel Vlastenecké fronty, nebo anarchista Ondřej Slačálek. Zbořil zval na semináře i představitele skupin řazených jak k pravicovému, tak k levicovému extremismu a podle článku v Právu byl v minulosti neonacisty sám několikrát napaden a svými znaleckými posudky napomohl odsouzení několika z nich.
Předmětem sporu bylo, zda Zbořil tím, že zval do semináře extremisty, napomáhal jejich legitimizaci, anebo zda jde o přiměřený způsob studia extremismu, pokud proti nim v diskusi na akademické půdě jsou postaveni kvalitní oponenti. Akademický senát FF UK se 10. května 2001 neshodl na jednotném postoji, a proto přijal kompromisní usnesení, jímž děkanovo rozhodnutí podpořil jen s výhradami. K zastáncům Zbořila patřili například romanista Giorgio Cadorini a historik Jan Pelikán, anarchista Jakub Polák, ministr vnitra Stanislav Gross (ČSSD), studentka politologie Kateřina Jacques a další. Děkanův postup proti Zbořilovi podpořili například historik Jan Wiener a tajemník Ústavu světových dějin Martin Kovář, člen Akademického senátu FF UK historik Jan B. Uhlíř, politologové Rudolf Kučera z Fakulty sociálních věd UK a Miroslav Mareš z Masarykovy univerzity v Brně, vládní zmocněnec pro lidská práva Jan Jařab, poslanec Petr Koháček (ODS), předseda vlády Miloš Zeman (ČSSD) a další.